# أمريكا بومبر
أمريكا بومبر (بالإنجليزية: America bomber) كان المشروع عبارة عن مبادرة من وزارة طيران الرايخ الألمانية للحصول على قاذفة استراتيجية بعيدة المدى للوفتفافه التي ستكون قادرة على ضرب الولايات المتحدة من ألمانيا، لمسافة ذهاب وإياب تصل إلى حوالي 11,600 كيلومتر (7,200 ميل). تم طرح هذا المفهوم في وقت مبكر من عام 1938، لكن الخطط المتقدمة لهذا التصميم الاستراتيجي الطويل المدى لم تبدأ في الظهور في مكاتب مارشال الرايخ هيرمان غورينغ حتى أوائل عام 1942. تم تقديم مقترحات مختلفة، بما في ذلك استخدام أمريكا بومبر لتسليم الأسلحة النووية الألمانية المقترحة؛ تم التخلي عن هذه الخطط جميعها في نهاية المطاف لأنها مكلفة للغاية، وتعتمد بشكل كبير على العتاد المتناقص بسرعة والقدرة الإنتاجية، و / أو غير مجدية تقنيًا.

## خلفية
وفقا لكتاب ألبرت شبير، سبانداو: يوميات سرية، كان أدولف هتلر مفتونًا بفكرة مدينة نيويورك. في عام 1937، أمل ويلي مسرشميت في الفوز بعقد مربح من خلال التقديم هتلر نموذجًا أوليًا من طراز مسرشميت مي 264 التي تم تصميمها للوصول إلى أمريكا الشمالية من أوروبا. في 8 يوليو 1938، أي بعد عامين من وفاة الداعية الإستراتيجي الرئيسي في ألمانيا، الجنرال والتر فيفر، وثمانية أشهر بعد أن منحت وزارة طيران الرايخ عقد تصميم لطائرة هاينكل هي 177، القاذفة الليلية الثقيلة الوحيدة في ألمانيا أثناء الحرب، ألقى القائد الأعلى لسلاح الجو النازي هيرمان جورينج، خطابًا يقول فيه: «أفتقر تمامًا إلى القاذفات القادرة على القيام برحلات ذهابًا وإيابًا إلى نيويورك بحمولة قنابل تصل إلى 4.5 طن. سأكون سعيدًا جدًا لامتلاك مثل هذه القاذفات التي ستزيد سيطرتنا عبر البحر.» يدعي المؤرخ الكندي هولجر هـ. هيرفيج أن الخطة بدأت نتيجة لمناقشات هتلر في نوفمبر 1940 ومايو 1941 عندما صرح بحاجته إلى «نشر قاذفات بعيدة المدى ضد المدن الأمريكية انطلاقا جزر الأزور». نظرًا لموقعهم، اعتقد أن جزر الأزور البرتغالية هي «الإمكانية الوحيدة لألمانيا لتنفيذ هجمات جوية من قاعدة برية ضد الولايات المتحدة». في ذلك الوقت، كان رئيس الوزراء البرتغالي سالازار قد سمح للغواصات الألمانية والسفن البحرية الألمانية بالتزود بالوقود هناك، ولكن منذ عام 1943، استأجر قواعد في جزر الأزور إلى البريطانيين، مما سمح للحلفاء بتوفير تغطية جوية في وسط المحيط الأطلسي.
تم تقديم طلبات تصاميم، في مراحل مختلفة من الحرب، إلى كبرى شركات تصنيع الطائرات الألمانية (مسرشميت ويونكرز وفوك وولف والإخوة هورتن) في وقت مبكر من الحرب العالمية الثانية، بالتزامن مع تمرير إتفاقية مدمرات للقواعد بين الولايات المتحدة والمملكة المتحدة في سبتمبر 1940. 
```
احدث عرض 
هاينكل
 للمشروع في وقت ما بعد فترة وجيزة من شهر فبراير عام 1943، وفي الوقت الذي أصدرت فيه 
وزارة طيران الرايخ
 عطاء لشركة هينيكل لصناعة هيكل طائرة رقم 
8-277
 
[
3
]
 لما أصبح دخولها أساسًبا.
```

## خطة
تم الانتهاء من خطة مشروع أمريكا بومبر في 27 أبريل 1942، وتم تقديمها إلى مارشال الرايخ هيرمان غورينج في 12 مايو 1942. تم كشف الخطة المكونة من 33 صفحة في بوتسدام على يد المؤرخ الألماني أولاف جروهلر. تم عمل عشر نسخ من الخطة، ست منها ستذهب إلى مكاتب لوفتفافه المختلفة. تذكر الخطة على وجه التحديد استخدام جزر الأزور كمطار عبور للوصول إلى الولايات المتحدة. إذا تم استخدامها، فإن طائرات هينيكل هي 277 ويونكرز يو 390 ومسرشميت مي 264 ستتمكن من الوصول إلى أهداف أمريكية بحمولة 3 طن و5 طن و6.5 طن على التوالي. على الرغم من أنه من الواضح أن الخطة نفسها تتعامل فقط مع هجوم على الأراضي الأمريكية، فمن الممكن أن النازيين رأوا أغراضًا إستراتيجية أخرى مترابطة لمشروع أمريكا بومبر. وفقًا للمؤرخ العسكري جيمس بي دافي، رأى هتلر في جزر الأزور... إمكانية تنفيذ هجمات جوية من قاعدة برية ضد الولايات المتحدة... [وهذا بدوره سيجبرها] على بناء طائرة كبيرة مضادة للطائرات." كانت النتيجة المتوقعة هي إجبار الولايات المتحدة على استخدام المزيد من قدراتها المضادة للطائرات - المدافع والطائرات المقاتلة - للدفاع عن نفسها بدلاً من الدفاع عن بريطانيا العظمى، وبالتالي السماح للوفتفافه بمهاجمة الدولة الأخيرة بمقاومة أقل.
جزئيا كحلقة وصل مع الجيش الألماني هي، مايو 1942 طلب الجنرال الميداني إرهارد ميلخ رأي جينيرال مايجور إكارد فرايهر فون جابلنز على الاقتراح الجديد،  فيما يتعلق بالطائرات المتاحة لتلبية احتياجات أمريكا بومبر، التي شملت بعد ذلك طائرات Me 264 وفو 300 وبو 290. أعطى فون جابلينز رأيه بطائرة مي 264، كما كان في النصف الثاني من عام 1942، قبل التزام فون غابلينز في معركة ستالينجراد: لا يمكن تجهيز طائرة مي 264 بشكل حقيقي لمهمة طائرة قاذفة عبر المحيط الأطلسي منطلقة من أوروبا، لكنها ستكون مفيدة لعدد من مهام الدوريات البحرية طويلة المدى بالتعاون مع غواصات يو قبالة الساحل الشرقي للولايات المتحدة.

## التصميم

### القاذفات التقليدية
كانت أكثر المقترحات الواعدة قائمة على المبادئ التقليدية لتصميم الطائرات، وكانت ستنتج طائرات متشابهة جدًا في التكوين والقدرة على قاذفات الحلفاء الثقيلة اليوم. كانت ستحتاج إلى قدرات طويلة المدى مشابهة لتصميم مسرشميت مي 261 للاستطلاع البحري، وهو التصميم المقصود الأطول مدى الذي تم نقله بالفعل خلال وجود الرايخ الثالث. اقترحت العديد من التصميمات المطورة، التي تم تقديمها لأول مرة خلال عام 1943، tricycle landing gear، وهي ميزة جديدة نسبيًا لتصاميم الطائرات العسكرية الألمانية الكبيرة في تلك الحقبة. وشملت هذه المفاهيم التالية:
- مسرشميت مي 264 (تصميم جديد بالكامل، وأول تصميم تم بناؤه ونقله في مايو 1942)،
- فوك وولف تا 400،
- يونكرز يو 390 (استنادًا إلى يونكرز يو 290، الثانية والأخيرة التي تم بناؤها ونقلها، بيو 290 نفسه مقدم في مايو 1942)، و
- هينيكل هي 277 (حيث خضعت للتطوير الهندسي المستمر حتى عام 1943، والذي تم تحديده لأول مرة من خلال رقم هيكل الطائرة لوزارة طيران الرايخ بحلول فبراير 1943).[3]

## الأهداف المحتملة
تضمنت الخطة قائمة تضم 21 هدفًا ذا أهمية عسكرية في أمريكا الشمالية. لم يكن الكثير من هذه الأهداف ممكن للقاذفات التقليدية للحرب العالمية الثانية التي تعمل من قواعد في أوروبا. من بين هذه الأهداف الوصول اليها، وقعت هذه الأهداف في المقام الأول ولكن ليس حصرا في شرق الولايات المتحدة، تم تحديد موقع 19 منها في الولايات المتحدة؛ واحد في فانكوفر، كولومبيا البريطانية، كندا (هدف يمكن تحقيقه بمشروع ياباني مشابه) وآخرى في جرينلاند. كانت جميع الشركات تقريبًا تصنع قطع غيار للطائرات، لذا كان من المرجح أن يؤدي الهدف إلى شل إنتاج الطائرات الأمريكية.
- Allis-Chalmers في لا بورت، إنديانا
- قسم أليسون لجنرال موتورز في إنديانابوليس، إنديانا
- شركة الألمنيوم الأمريكية في ألكوا، تينيسي؛ ماسينا، نيويورك؛ بادين، كارولينا الشمالية؛ وفانكوفر، كولومبيا البريطانية
- شركة السيارات والسبك الأمريكية في بيرويك، بنسلفانيا
- Bausch &amp; Lomb في روتشستر، نيويورك
- شركة كرايسلر في ديترويت، ميشيغان
- شركة كولت الصناعيةفي هارتفورد، كونيتيكت
- كورنينغ إنكوربوريتد في كورنينج، نيويورك
- مصفاة كريوليت في بيتسبرغ، بنسلفانيا، ومنجم كريوليت في آرسوك، جرينلاند
- كورتيس رايت في بيفر، بنسلفانيا؛ بوفالو، نيويورك؛ وCaldwell، نيو جيرسي
- هاميلتون ستاندرد كورب في شرق هارتفورد، كونيتيكت، وباكاتوك، كونيتيكت
- برات آند ويتني في شرق هارتفورد، كونيتيكت
- جيروسكوب سبيري في بروكلين، نيويورك
- Fellows Gear Shaper، سبرينغفيلد، فيرمونت.

## الجدوى والعواقب
إذا تم قصف مدينة نيويورك، كان نصف القطر القتالي المطلوب 11,680 كم (7,256 ميل)، حيث تحتاج الطائرة القاذفة إلى القيام برحلة عودة دون التزود بالوقود. كانت الطائرة الألمانية الوحيدة التي تم بناؤها وإستخدامها بالفعل والتي كان لها نطاق قريب من ذلك هي مسرشميت مي 261 Adolfine، بمدى أقصى يصل إلى 11,025 كم (6,850 ميل).
كان من غير المحتمل أن يكون أي ضرر يلحق بأهداف في أمريكا الشمالية، بسبب حمولة القنابل التقليدية الصغيرة نسبيًا التي يمكن أن تنقلها مثل هذه القاذفات بعيدة المدى، كبيرًا بما يكفي لتبرير فقدان مثل هذه القاذفات. ما لم تكن ألمانيا النازية قادرة على صنع أسلحة نووية فعالة في شكل قنابل جوية، فمن غير المحتمل أن تحدث لأمريكا بومبر فرقًا كبيرًا في نتيجة الحرب.
في نهاية المطاف، اعتبرت جميع تصاميم الطائرات قيد النظر باهظة الثمن و / أو طموحة وتم التخلي عنها. بعد الحرب، استمروا في الاهتمام بمهندسي الطيران:
- اعتبرت وزارة الطيران البريطانية تطوير طائرة هورتن أتش.XVIII، و؛
- إن الأساس النظري الذي تم إجراؤه على Sänger <i id="mwAQc">Silbervogel</i> سيثبت أنه أساسي في التصميمات في عصر الفضاء - سيستخدم أحد تصميمات أمريكا بومبر مفهومًا مشابهًا لمكوك الفضاء.[7]

## روابط خارجية
- Messerschmitt Me 264 & Junkers Ju 390 - "Amerikabomber" contra "Großraumtransporter"